# Кеннеди, Найджел
Найджел Кеннеди (англ. Nigel Kennedy, род. 28 декабря 1956 года, Брайтон, Англия), с 1998 года предпочитающий именовать себя просто Кеннеди) — британский музыкант, скрипач-виртуоз, один из ведущих мировых исполнителей своего поколения, приобретший скандальную репутацию в академических кругах, не принявших его «рок-н-ролльный» подход к интерпретации музыкальной классики (в частности, смешение симфонических традиций с джазовыми, выступления с рок-музыкантами, декларированные связи с футбольными фанатами и т. д.). Кеннеди известен также рядом политических высказываний, в частности, в адрес Израиля, страны, которую он последовательно бойкотирует, сравнивая с ЮАР времен апартеида и резко критикуя её политику в отношении палестинского населения оккупированных Израилем территорий.
Вместе с тем многие специалисты отмечают несомненный вклад Кеннеди в популяризацию классической музыки; привлечение к её наследию новой, молодой аудитории. Кеннеди записывал репертуар широкого жанрового диапазона на нескольких лейблах, в частности, EMI, Decca Records, Sony, Chandos Records, Blue Note Records. Играет на скрипке Джузеппе Гварнери, сделанной в 1736 году.

## Биография
Кеннеди родился в Брайтоне, Англия, 28 декабря 1956 года. С раннего детства брал уроки игры на фортепиано у мамы-виолончелистки. Лишь позже, будучи студентом Музыкальной школы Иегуди Менухина, он перешёл на скрипку. В подростковом возрасте он поступил в Джульярдскую школу и обучался у Дороти Делэй (англ. Dorothy DeLay). В шестнадцатилетнем возрасте Кеннеди впервые выступил в Карнеги-холле с джазовым скрипачом Стефаном Граппелли. К этому времени он и сам увлекся джазовой музыкой и регулярно играл с джазменами в Нью-Йорке.
К началу 1980-х годов Кеннеди приобрел международную известность.
В 1982 году участвовал в VII Международном конкурсе им. П. И. Чайковского, однако дальше второго тура ему пройти не удалось.
В 1984 выпустил первую пластинку — концерт для скрипки с оркестром Эдуарда Элгара (EMI). Релиз был высоко оценен критиками. В 1997 за выдающийся вклад в развитие музыки Кеннеди получил Brit Award. В 1999 году компания Sony выпустила альбом The Kennedy Experience, сборник импровизаций по мотивам композиций рок-гитариста Джимми Хендрикса.
В 2006 году первый джазовый релиз Кеннеди, The Blue Note Sessions, имел большой успех. Два года спустя скрипач дал свой первый концерт на BBC Proms за последний 21 год, исполнив скрипичный концерт Элгара. В 2008 году на EMI вышел CD с записями четырёх скрипичных концертов Бетховена и Моцарта.

## Дискография
| Год  | Альбом                                                   | Примечания |
| ---- | -------------------------------------------------------- | --- |
| 2008 | A Very Nice Album                                        | Nigel Kennedy Quintet (Nigel Kennedy, — эл. скрипка; Adam Kowalewski — бас; Paweł Dobrowolski — ударные; Tomasz Grzegorski — тенор-сакс; Piotr Wyleżoł — фортепиано, Xantoné Blacq — вокал; Sylwia Wójcik — виолончель; Suzy Willison-Kawalec — арфа. |
| 2008 | Beethoven & Mozart Violin Concertos                      | Polish Chamber Orchestra |
| 2007 | Polish Spirit                                            | Польский камерный оркестр, дирижёр Яцек Каспшик. |
| 2007 | The Platinum Collection                                  | |
| 2006 | The Bluenote Sessions                                    | |
| 2006 | Kennedy, Live at La Citadelle (DVD)                      | Polish Chamber Orchestra] |
| 2006 | Inner Thoughts                                           | |
| 2006 | Nigel Kennedy Plays Bach                                 | Irish Chamber Orchestra |
| 2005 | Legend: Beethoven and Bruch (CD+DVD)                     | Симфонический оркестр Северогерманского радио, дирижёр Клаус Теннштедт / Английский камерный оркестр, дирижёр Джеффри Тейт |
| 2004 | Vivaldi II                                               | Berliner Philharmoniker |
| 2003 | Vivaldi                                                  | Берлинский филармонический оркестр] |
| 2003 | East Meets East                                          | with Kroke |
| 2002 | Greatest Hits                                            | |
| 2000 | Kennedy Plays Bach                                       | (as Kennedy) |
| 2000 | The Doors Concerto                                       | (as Kennedy) |
| 2000 | Duos for Violin & Cello                                  | Кеннеди и Линн Харрелл |
| 1999 | Classic Kennedy                                          | (Kennedy) |
| 1999 | The Kennedy Experience                                   | (Kennedy) |
| 1998 | Kreisler                                                 | (Kennedy) |
| 1997 | Elgar & Vaughan Williams                                 | (Kennedy), Бирмингемский симфонический оркестр, дирижёр — сэр Саймон Рэттл |
| 1996 | Kafka                                                    | |
| 1993 | Tchaikovsky: Violin Concerto                             | London Philharmonic Orchestra, Okko Kamu |
| 1992 | Beethoven: Violin Concerto                               | Симфонический оркестр Северогерманского радио, дирижёр Клаус Теннштедт |
| 1992 | Sibelius: Violin Concerto / Tchaikovsky: Violin Concerto | City of Birmingham Symphony Orchestra, Sir Simon Rattle / London Philharmonic Orchestra, Okko Kamu |
| 1991 | Brahms: Violin Concerto in D, Op. 77                     | London Philharmonic Orchestra, Klaus Tennstedt |
| 1989 | Vivaldi: The Four Seasons                                | English Chamber Orchestra] |
| 1988 | Sibelius: Violin Concerto                                | Бирмингемский симфонический оркестр, дирижёр — сэр Саймон Рэттл |
| 1988 | Bruch, Schubert & Mendelssohn                            | English Chamber Orchestra, Jeffrey Tate |
| 1987 | Let Loose                                                | |
| 1987 | Walton: Viola Concerto                                   | Бирмингемский симфонический оркестр, дирижёр — сэр Саймон Рэттл |
| 1986 | Bartók & Duke Ellington                                  | with Alec Dankworth |
| 1986 | Tchaikovsky & Chausson                                   | |
| 1984 | Elgar: Violin Concerto in B minor, Op. 61                | London Philharmonic Orchestra, Vernon Handley |
| 1984 | Salut d’Amour & Other Elgar Favourites                   | |
| 1984 | Nigel Kennedy Plays Jazz                                 | |